# Oferta

Curva da Oferta (S) e Curva da Procura (D1 e D2)

Num sentido amplo, oferta é uma denominação genérica para indicar o que é disponibilizado ao mercado, independente da sua natureza, sendo utilizada para substituir a expressão "produto" ou "serviço" e também englobar os outros elementos que são objeto das ações de marketing. 
Define-se também como a quantidade de bens que os vendedores estão dispostos a comercializar em variados níveis de preço. De acordo com esta lei, toda a vez que o preço aumenta, a quantidade ofertada aumenta; e toda a vez que o preço diminui, a quantidade ofertada também diminui.
Como parâmetro para o estabelecimento dos preços dos produtos pelo mercado, a oferta possui um peso inversamente proporcional (quanto maior a oferta, menor o preço). A oferta é influenciada diretamente pela demanda do produto.
Num sentido popular, oferta indica uma condição de venda especial (promoção de vendas) na qual o valor percebido pelo cliente é maximizado.

## Curva da oferta
É a relação entre o preço de um bem e a quantidade desse bem que os produtores estão dispostos a produzir e a vender, mantendo todo o resto constante. 
A curva da oferta quando representada em gráfico tem inclinação positiva, já que quanto maior for o preço do bem mais quantidade desse bem as empresas estão dispostas a produzir.

## Função oferta
A função oferta é a relação existente entre a oferta de um bem ou serviço e os vários fatores determinantes da oferta desse mesmo bem ou serviço, em equação:
```
Q = a1PX -a2PS +a3PC -a4W -a5PI +a6TEC +a7FE
```

Sendo que:
Q é a quantidade oferecida..
Ponderadores:
a1, a2, a3, a4, a5, a6, a7, são as ponderações dos diversos determinantes da oferta, chama-se à atenção para o facto de os sinais (+/-) dos ponderadores, que indicam o efeito positivo (+), ou negativo (-), na oferta.
Determinantes:
PX  é o preço do bem (+).
PS  é o preço de bens substitutos na produção (-).
PC  é o preço de bens complementares na produção (+).
W   é o preço do fator de produção trabalho, os salários (-).
PI  é o preço do fator de produção matérias-primas (-).
TEC corresponde a alterações de tecnologia (+).
FE  são os fatores específicos de cada bem, que afetem a sua produção.